# 꽝타이
꽝타이(베트남어: Quang Thái / 光泰 광태 / 1388년 12월 ~ 1398년 3월)은 베트남 쩐 왕조(陳朝) 순종(順宗) 쩐응웅(陳顒)의 연호이다.

## 개원
- 쓰엉푸(昌符) 12년 12월 27일[1](율리우스력 1389년 1월 24일)에 연호를 꽝타이(光泰)로 개원함.[2][3]

- 꽝타이(光泰) 11년 3월 15일[4](율리우스력 1398년 4월 2일)에 연호를 끼엔떤(建新)으로 개원함.[2][3]

## 연대 대조표
| 꽝타이 | 서기(西紀) | 간지(干支) | 명나라 연호     |
| 원년   | 1388년     | 무진(戊辰) | 홍무(洪武) 21년 |
| 2년    | 1389년     | 기사(己巳) | 홍무 22년       |
| 3년    | 1390년     | 경오(庚午) | 홍무 23년       |
| 4년    | 1391년     | 신미(辛未) | 홍무 24년       |
| 5년    | 1392년     | 임신(壬申) | 홍무 25년       |
| 6년    | 1393년     | 계유(癸酉) | 홍무 26년       |
| 7년    | 1394년     | 갑술(甲戌) | 홍무 27년       |
| 8년    | 1395년     | 을해(乙亥) | 홍무 28년       |
| 9년    | 1396년     | 병자(丙子) | 홍무 29년       |
| 10년   | 1397년     | 정축(丁丑) | 홍무 30년       |
| 꽝타이 | 서기(西紀) | 간지(干支) | 명나라 연호     |
| 11년   | 1398년     | 무인(戊寅) | 홍무(洪武) 31년 |

## 동시대 연호

### 중국
명(明)
- 홍무(洪武) (1368년 ~ 1398년)

### 일본
남조(南朝)
- 겐추(元中) (1384년 ~ 1392년)

북조(北朝)
- 가케이(嘉慶) (1387년 ~ 1389년)
- 고오(康應) (1389년 ~ 1390년)
- 메이토쿠(明德) (1390년 ~ 1394년)

통일
- 오에이(應永) (1394년 ~ 1428년)

## 같이 보기
- 베트남의 연호